# Herzerpalatset
Herzerpalatset (kroatiska: Palača Herzer) är ett palats i Varaždin i Kroatien. Palatset ligger vid Franciskanertorget i centrala Varaždin och hyser sedan 1954 stadens entomologiska museum. Det uppfördes 1791-1795, efter den stora branden 1776, och bär stildrag från den klassicistiska senbarocken.

## Historik
Till skillnad från de många palats som av olika adelsfamiljer uppfördes i Varaždin under 1600-1800-talet uppfördes Herzerpalatset av Franjo Herzer, brevbärare till yrket. Herzer lät uppföra byggnaden efter en lotterivinst men gick snart i personlig konkurs varpå palatset beslagtogs.